# Mohammed Mubarak
Mohammed Mubarak (ur. 11 sierpnia 1984) – katarski piłkarz występujący na pozycji bramkarza w drużynie Qatar SC.

## Kariera piłkarska
Mohammed Mubarak od początku kariery broni w barwach klubu Qatar SC, który występuje w rozgrywkach Qatar Stars League. W 2011 został powołany do kadry na Puchar Azji rozgrywany właśnie w Katarze. Jego drużyna wyszła z grupy, zajmując 2. miejsce, jednak odpadła w ćwierćfinale z późniejszym mistrzem – Japonią.